# Viện Kiểm sát Quân sự Trung ương (Việt Nam)
Viện Kiểm sát Quân sự Trung ương trực thuộc Tổng cục Chính trị, Bộ Quốc phòng Việt Nam là cơ quan thực hành quyền công tố và kiểm sát các hoạt động tư pháp thuộc hệ thống Viện kiểm sát nhân dân tối cao được tổ chức trong Quân đội, chịu sự chỉ huy trực tiếp của Chủ nhiệm Tổng cục Chính trị, Bộ trưởng Bộ Quốc phòng và sự chỉ đạo gián tiếp của Viện trưởng Viện kiểm sát nhân dân tối cao.

## Lãnh đạo hiện nay

#### Viện trưởng
- Trung tướng Tạ Quang Khải

#### Phó Viện trưởng
- Thiếu tướng Nguyễn Thanh Phong
- Thiếu tướng Đàm Thuận Công

## Tổ chức
- Văn phòng Viện
- Ủy ban Kiểm sát
- Phòng Thực hành quyền công tố và kiểm sát điều tra án hình sự (Phòng 1)
- Phòng Thực hành quyền công tố và kiểm sát xét xử phúc thẩm (Phòng 2)
- Phòng Thực hành quyền công tố và kiểm sát xét xử (Phòng 3)
- Phòng Kiểm sát giam giữ, cải tạo, thi hành án (Phòng 4)
- Phòng Kiểm sát việc giải quyết khiếu nại tố cáo (Phòng 5)
- Cơ quan Điều tra Viện Kiểm sát Quân sự trung ương (Phòng 6)
- Phòng Tổ chức - Cán bộ (Phòng 7)
- Phòng Nghiên cứu - Tổng hợp (Phòng 8)

- Viện Kiểm sát Quân sự Quân khu 1
- Viện Kiểm sát Quân sự Quân khu 2
- Viện Kiểm sát Quân sự Quân khu 3
- Viện Kiểm sát Quân sự Quân khu 4
- Viện Kiểm sát Quân sự Quân khu 5
- Viện Kiểm sát Quân sự Quân khu 7
- Viện Kiểm sát Quân sự Quân khu 9
- Viện kiểm sát Quân sự Quân đoàn 12
- Viện Kiểm sát Quân sự Thủ đô Hà Nội
- Viện Kiểm sát Quân sự Quân chủng Phòng không - Không quân
- Viện Kiểm sát Quân sự Quân chủng Hải quân
- Viện Kiểm sát Quân sự Bộ đội Biên phòng

- Các Viện Kiểm sát Quân sự khu vực thuộc các Quân khu , Quân đoàn, Quân chủng, Bộ Tư lệnh Thủ đô Hà Nội và Bộ đội Biên phòng

Địa chỉ của Viện Kiểm sát Quân sự Trung ương tọa lạc ở: Số 165, phố Xã Đàn, phường Nam Đồng, quận Đống Đa, thành phố Hà Nội.

## Khen thưởng
- Huân chương Quân công hạng Nhì (1984)
- Huân chương Chiến công hạng Nhất (2001)
- Huân chương Quân công hạng Ba (2010)[6]
- Huân chương Bảo vệ tổ quốc hạng nhất (2016)

## Lãnh đạo qua các thời kỳ

### Viện trưởng
| TT | Họ và tên        | Đảm nhiệm từ | Cấp bậc tại nhiệm | Ghi chú                                                             |
| -- | ---------------- | ------------ | ----------------- | ------------------------------------------------------------------- |
| 1  | Lê Quang Đạo     | 1961 - 1962  | Thiếu tướng       | sau là Bí thư Trung ương Đảng, Chủ tịch Quốc hội                    |
| 2  | Lê Đình Thiệp    | 1962 - 1967  | Thiếu tướng       |                                                                     |
| 3  | Nguyễn Văn Nam   | 1967 - 1978  | Thiếu tướng       |                                                                     |
| 4  | Đoàn Quang Thìn  | 1979 - 1982  | Thiếu tướng       |                                                                     |
| 5  | Nguyễn Nam Thắng | 1982 - 1994  | Trung tướng       |                                                                     |
| 6  | Nguyễn Đăng Kính | 1994 - 2003  | Thiếu tướng       | nguyên Phó Viện trưởng Viện Kiểm sát Quân sự Trung ương (1990-1994) |
| 7  | Trần Phước Tới   | 2003 - 2014  | Trung tướng       |                                                                     |
| 8  | Nguyễn Văn Khánh | 2014 - 2019  | Trung tướng       | nguyên Phó Viện trưởng Viện Kiểm sát Quân sự Trung ương             |
| 9  | Tạ Quang Khải    | 2019 - nay   | Trung tướng       |                                                                     |

### Phó Viện trưởng
- Thiếu tướng Nguyễn Huy Trung
- Thiếu tướng Nguyễn Trung Hưng
- Đại tá Hoàng Nam Hải
- Đại tá Phạm Mai Lĩnh
- Đại tá Lê Đình Can
- Thiếu tướng Trần Quang Tùy
- Đại tá Mai Châu
- Thiếu tướng Phạm Quang Vinh
- Thiếu tướng Trần Đức Thuận
- Thiếu tướng Đàm Thuận Công
- Thiếu tướng Nguyễn Thanh Phong